# Rehab Elsherbini
Rehab Elsherbini (en arabe : رحاب الشربيني), née le 13 septembre 1999, est une coureuse cycliste égyptienne.

## Carrière
Aux Championnats d'Afrique de cyclisme sur route 2022 à Charm el-Cheikh, Rehab Elsherbini est médaillée de bronze en contre-la-montre par équipes ainsi qu'en contre-la-montre par équipes mixtes.

## Palmarès sur route

### Par années
- 2022
  -  Médaillée de bronze du championnat d'Afrique du contre-la-montre par équipes
  -  Médaillée de bronze du championnat d'Afrique du contre-la-montre par équipes mixtes

### Classements mondiaux
| Année                                 | 2022 |
| ------------------------------------- | ---- |
| Classement UCI                        | 693e |
|                                       |      |
| Légende : nc = non classéSource : UCI |      |

## Palmarès sur piste

### Championnats d'Afrique
- Le Caire 2024
  -  Championne d'Afrique de poursuite par équipes (avec Nada Aboubalash, Aya Mohamed et Ebtissam Zayed)